# گارفیلد هایتس (اوهایو)
گارفیلد هایتس(به انگلیسی: Garfield Heights) شهری در ایالت اوهایو کشور ایالات متحده آمریکا است که جمعیت آن در سرشماری سال ۲۰۱۰ میلادی، ۲۸٬۸۴۹ نفر بوده‌است.